# Évène
Cet article concerne la langue évène. Pour le peuple évène, voir Évènes. Pour les homonymes, voir Évène (homonymie).
Ne doit pas être confondu avec evenki.
L'évène, ou even alias lamoute, est une langue toungouse qui est aujourd'hui parlée en Russie sibérienne, sur un vaste espace s'étendant de la Yakoutie au Kamtchatka en passant par les régions de Khabarovsk et Magadan, par le peuple des Évènes.

## Écriture
Un abécédaire évène utilisant l’alphabet cyrillique, Тунгусский букварь, est publié en 1858 et utilise notamment les lettres additionnelles г̱ et ҥ̱.
Dans les années 1920, un alphabet latin est développé et adopté pour l’évène, celui-ci est basé sur l’alphabet nordique unifié.
En 1936, un alphabet cyrillique remplace l’alphabet latin.
Une révision de l’alphabet en 1954 ajoute les lettres ө, ӫ et ӈ.

## Phonétique
Le dialecte de l'Ola compte dix huit consonnes et vingt voyelles, dont les formes longues et des diphthongues. Il existe une harmonie vocalique palatale et labiale.

## Grammaire
L'évène est une langue agglutinante, par suffixation. Le déterminant est antéposé. Il accorde le nombre et le cas.
La déclinaison comporte treize cas.
Les formes du possessif sont particulièrement variées, personnel, récupérable, aliénable.
Les verbes ont une forme positive, une forme négative et une forme interrogative. Les verbes d'action et les verbes d'état se distinguent d'une forme imperfective qui exprime le commencement. Ils se conjuguent selon plus de quinze aspects en six voix. Le participe connait six modes et l'adverbe, huit.

## Sociolinguistique
Au recensement de 1989, seuls 43,8 % des 17 055 Évènes déclaraient parler la langue (7470 locuteurs). Dans de nombreux groupes, l'évène n'est plus employé que par les personnes les plus âgées et est remplacé par le russe ou par le yakoute, pour ceux qui résident en Yakoutie. Le recensement de 2010 confirme la tendance à la baisse, seuls 5 656 personnes parleraient encore Évène.
La langue reste cependant le principal outil de communication parmi les populations d'éleveurs de rennes qui conservent un mode de vie plus traditionnel.

## Écriture
L'évène est écrit et enseigné à l'école, ceci surtout dans les zones de fort peuplement évène. Une langue standard a été créée qui se fonde sur le parler de Magadan, rattaché au dialecte oriental de l'Ola. De ce fait, elle est mal acceptée par les locuteurs occidentaux et reste largement circonscrite à un usage écrit.
La langue est transcrite depuis 1937 avec un alphabet cyrillique modifié, dans le cadre de la vaste campagne d'identification et d'administration (en fonction de l'ethnos, concept relatif au débat Staline/Marr).

## Classification
L'évène, avec le l'evenki et le neguidal, constitue le groupe septentrional des langues toungouses.

## Dialectes
Les travaux des chercheurs ont permis d'établir l'existence d'une douzaine de dialectes, ce nombre élevé s'expliquant par la dispersion des Évènes sur un vaste territoire, de la Yakoutie jusqu'au Kamtchatka. Ceci doit aussi être corrélé au passé des différents groupes ayant par la suite été identifié et classé comme Lamoutes puis Évènes.
Ces dialectes peuvent être rassemblés en trois groupes :
- Le groupe oriental comprend notamment les parlers de l'Ola, d'Okhotsk, du Kamtchatka, de la Berezovka
- Le groupe central avec les parlers de l'Allaïkha, du Tompo
- Le groupe occidental présent dans les régions de Lamounkhine et Tiouguiassir

Les principales différences sont d'ordre phonétique. Les dialectes orientaux ont [s], là où les dialecte occidentaux ont [h]. Les voyelles [a] et [e], en dehors de la syllabe initiale, sont amuies, [ə], à l'Est et labialisées, [o], à l'Ouest.
Les dialectes centraux ont un caractère intermédiaire avec [h] et des voyelles amuies.

### Sources
1. ↑  Selon Ethnologue.com
2. ↑  (ru) « Эвенский язык », sur ПостНаука
3. 1 2  Maltchoukov 1995, p. 3.
4. ↑  Перепись-2010
5. 1 2  Maltchoukov 1995, p. 4.
6. 1 2 3  Maltchoukov 1995, p. 5.